# Katastrofa lotu Garuda Indonesia 152
Katastrofa lotu Garuda Indonesia 152 – katastrofa z udziałem samolotu indonezyjskich linii Garuda Indonesia, do której doszło 26 września 1997. Katastrofa ta plasuje się na osiemnastym miejscu wśród największych katastrof lotniczych i jednocześnie najtragiczniejszych katastrof z udziałem jednego samolotu w historii Indonezji. Śmierć poniosły w niej 234 osoby.

## Przebieg lotu
Popołudniem – w piątek 26 września 1997, rejs nr 152 (GA152) z Dżakarty zbliżał się do portu lotniczego Polonia w sumatrzańskim mieście Medan. Na pokładzie dwusilnikowego Airbusa A-300B4-220 (nr rejestracyjny: PK-GAI) znajdowało się 222 pasażerów i dwunastoosobowa załoga.
W trakcie naprowadzania systemem ILS na kierunek 05, korytarzem powietrznym 585/W12, piloci kierowali maszyną w niesprzyjających warunkach pogodowych: pokrywający okolicę smog, powstały z pożarów okolicznego buszu, spowodował ograniczenie widoczności do 600–800 m. Toteż lądowanie wspomagane było urządzeniami ILS-u.
O godzinie 13.28, załodze polecono kontynuowanie podejścia na drogę startową pod kątem 215 stopni i dalsze schodzenie do sześciuset metrów. W dwie minuty później, kontrola ruchu lotniczego z Medan nakazała pilotom skręt w prawo i zawiadomić o ustaleniu tzw. „localizera” – nadajnika kierunku podejścia – wspomagającego naprowadzanie samolotu na środek pasa.
W dziesięć sekund po potwierdzeniu ostatniego komunikatu, samolot runął na zalesione okolice w pobliżu wioski Pancur Batu, na wysokości dziewięciuset metrów nad poziomem morza. Siły uderzenia rozrzuciły szczątki maszyny na przestrzeni 11 250 m². Natychmiastową śmierć ponieśli wszyscy na pokładzie – 234 ludzi. Od drogi startowej 05 dzieliło ich trzydzieści kilometrów.
Ostatnie słowa, zarejestrowane przez rejestrator rozmów w kokpicie (ang.: Cockpit Voice Recorder, CVR), brzmiały: „Allah-Akbar!” (ang. „God Is Great!”, pol. „Bóg jest wielki!”)

## Przyczyny
Katastrofa lotu Garuda Indonesia 152 jest przykładem dość częstego i niebezpiecznego zjawiska, zwanego „kontrolowanym lotem ku ziemi” (ang.: controlled flight into terrain, CFIT). Ma on miejsce wówczas, gdy załoga – z różnych powodów – powoduje rozbicie się całkowicie sprawnego technicznie samolotu.
W tym przypadku można sądzić, iż o rozbiciu się maszyny o wzgórze zadecydowały: ograniczona widoczność i problemy językowe pomiędzy wieżą kontrolną w Medan a załogą. W ostatnich chwilach przed katastrofą, piloci nie mogli się upewnić, jaki właściwie mają wykonać skręt: w prawo, czy w lewo. Jak stwierdza oficjalny raport, winę za tragedię ponoszą kontrolerzy, którzy polecili pilotom wykonać skręt w niewłaściwą, prawą stronę.

## Narodowości ofiar katastrofy
| Kraj              | Pasażerowie | Załoga | Razem |
| ----------------- | ----------- | ------ | ----- |
| Indonezja         | 205         | 11     | 216   |
| Japonia           | 6           |        | 6     |
| Niemcy            | 4           | –      | 4     |
| Kanada            | 3           | –      | 3     |
| Stany Zjednoczone | 2           | 1      | 3     |
| Wielka Brytania   | 1           | –      | 1     |
| Belgia            | 1           | –      | 1     |
| Razem             | 222         | 12     | 234   |

- Źródło: [1].

Ciała 48 ofiar katastrofy były zmasakrowane w takim stopniu, że nie udało się ich zidentyfikować. Zostały pochowane w zbiorowej mogile, nieopodal lotniska w Medan.